# Turzyca Davalla
Turzyca Davalla (Carex davalliana Sm.) – gatunek byliny z rodziny ciborowatych. Obszar występowania obejmuje Europę (z wyjątkiem jej północnej części) oraz Azję Mniejszą. W Polsce rośnie głównie w południowej części kraju.

## Morfologia

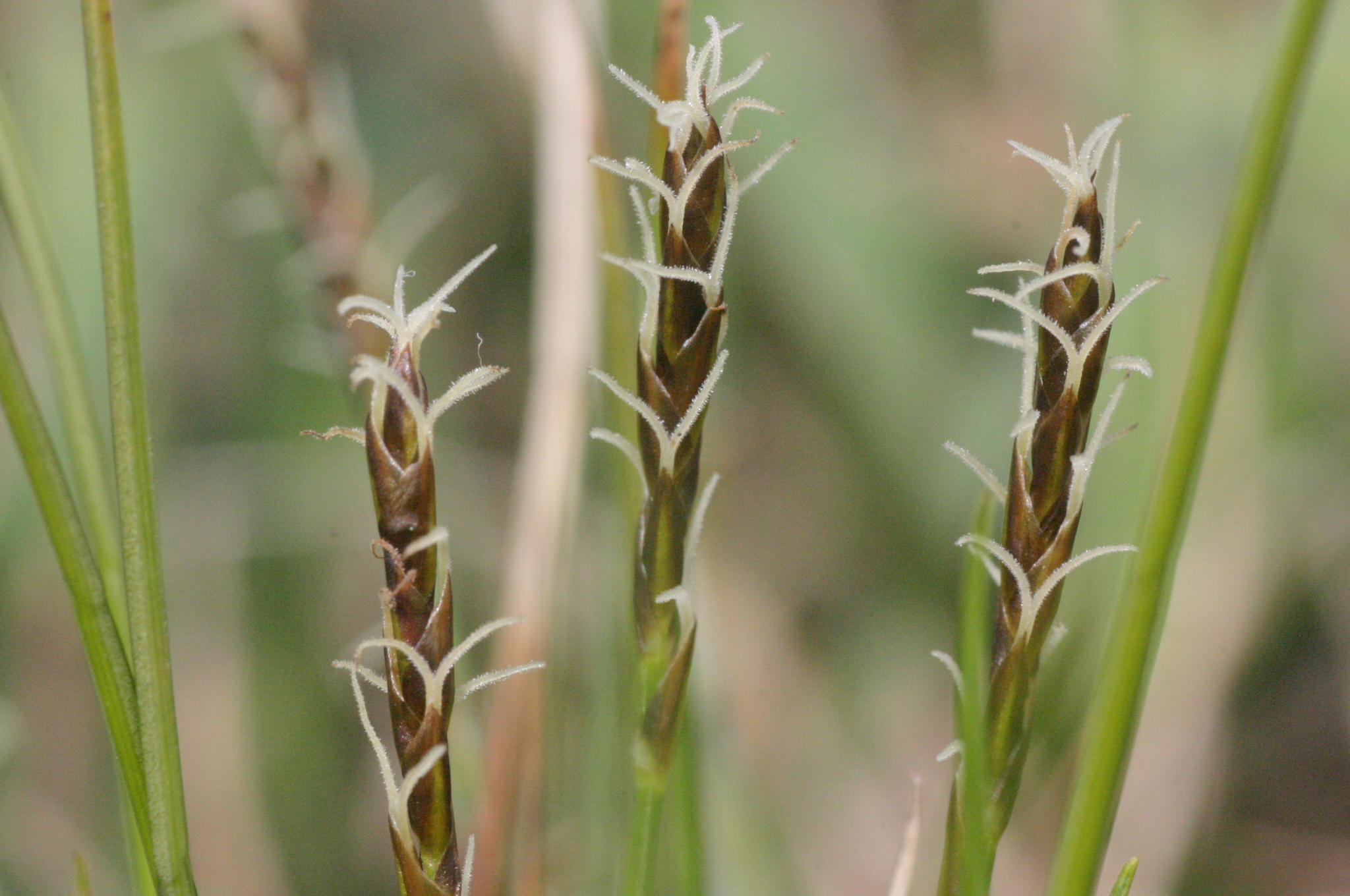
Kłoski z kwiatami

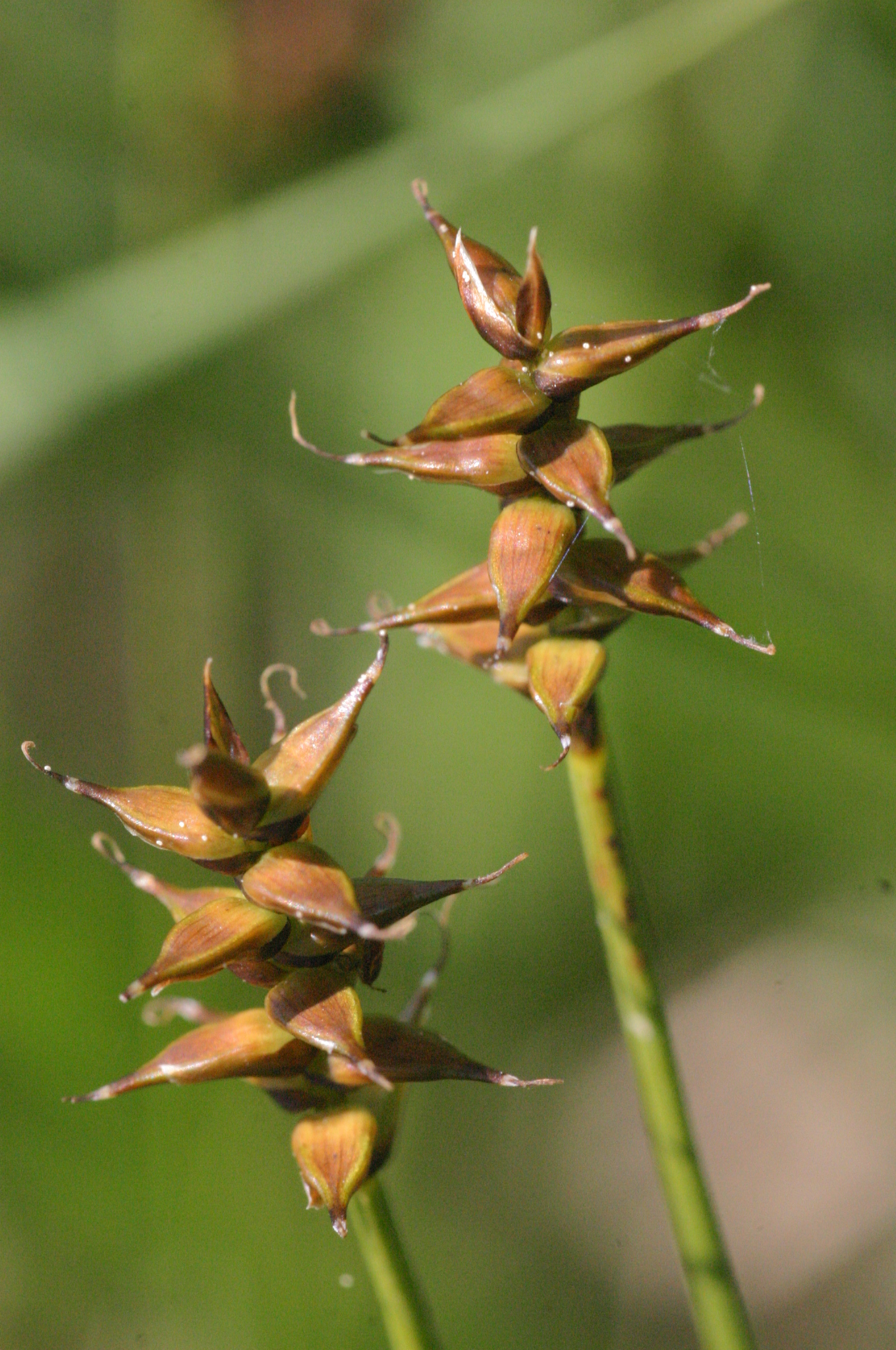
Kłoski z owocami

PokrójRoślina trwała, wysokości 10-40 (50) cm, gęstokępkowa, bez rozłogów.
ŁodygaSztywno wzniesiona, u podstawy z włóknistymi resztkami liści, ku górze przeważnie szorstka. Na przekroju okrągława, lub niewyraźnie trójkanciasta.
LiściePochwy liściowe ciemnobrązowe. Blaszki liściowe ciemnozielone, krótsze od łodygi, ok. 0,5 mm szerokości, nitkowate, szorstkobrzegie, na przekroju tępo trójkanciaste.
KwiatyRoślina dwupienna (wyjątkowo tylko jednopienna. Kwiatostan w postaci jednego wierzchołkowego kłosa. Kłosy męskie do 2 cm długości, ok. 2 mm szerokości. Przysadki kwiatów męskich lancetowate, zaostrzone, żółtobrązowe, z rąbkiem błoniastym. Kwiaty męskie z 3 pręcikami. Kłosy żeńskie luźnokwiatowe, do 1,5 cm długości, 4 mm szerokości. Przysadki kwiatów żeńskich jajowate, zaostrzone, ciemnobrązowe, z jasnobrązowym rąbkiem. Kwiaty żeńskie z jednym słupkiem o dwóch znamionach.
OwoceOrzeszek w zarysie jajowaty, soczewkowato spłaszczony, zamknięty w pęcherzyku dłuższym od przysadki, brązowym, 3-4 mm długości, z długim dzióbkiem. Pęcherzyki początkowo są wzniesione, później zgięte, częściowo z wierzchołkiem skierowanym skośnie do dołu.
Gatunek podobnyPodobna jest turzyca dwupienna (C. dioica), która jednak tworzy luźne kępy i ma długie kłącza. Poza tym łodyga jej jest gładka, a dojrzałe pęcherzyki skierowane nieco ku dołowi.

## Biologia i ekologia
Hydrofit. Kwitnie od kwietnia do czerwca. Siedliskiem są torfowiska niskie i źródliskowe. Pojawia się na brzegach małych cieków wodnych. Na glebach z wodą stagnującą i podciekającą, żyznych, zasobnych w wapń. Gatunek charakterystyczny dla O/All. Caricetalia davallianae, Ass. Valeriano-Caricetum flavae i Ass. Caricetum davallianae. Liczba chromosomów 2n= 46.

## Zmienność
Tworzy mieszańce z t. dwupienna (Carex dioica) i t. gwiazdkowatą (Carex echinata).

## Zagrożenia i ochrona
Roślina objęta w Polsce ścisłą ochroną gatunkową. Według Czerwonej listy roślin i grzybów Polski (2006) gatunek zagrożony (kategoria zagrożeniaV). W wydaniu z 2016 roku otrzymał kategorię VU (narażony). Głównymi czynnikami zagrażającymi są: niszczenie jej siedlisk i odwadnianie terenów, na których występuje, co powoduje zmianę warunków i zarastanie ich w wyniku naturalnej sukcesji ekologicznej przez inne gatunki roślin.